# Piazza Rossa (Čeboksary)
Piazza Rossa, in russo Красная площадь? ; in ciuvascio: Хĕрлĕ лапам;  Hĕrlĕ lapam) , è una delle piazze principali di Čeboksary. Situata tra la Baia e la Via Plehanova, nelle vicinanze del fiume Volga.
Sulla piazza vi sono i monumenti del poeta  Konstantin Vasil'evič Ivanov, dello storico Vasilij Vasil’evič Nikolaev e di tanti nomi illustri del popolo ciuvascio.
La zona è una popolare meta turistica dei cittadini ed attira molti visitatori, nonché sede dei festeggiamenti durante le Giornate Nazionali della città e della Ciuvascia.

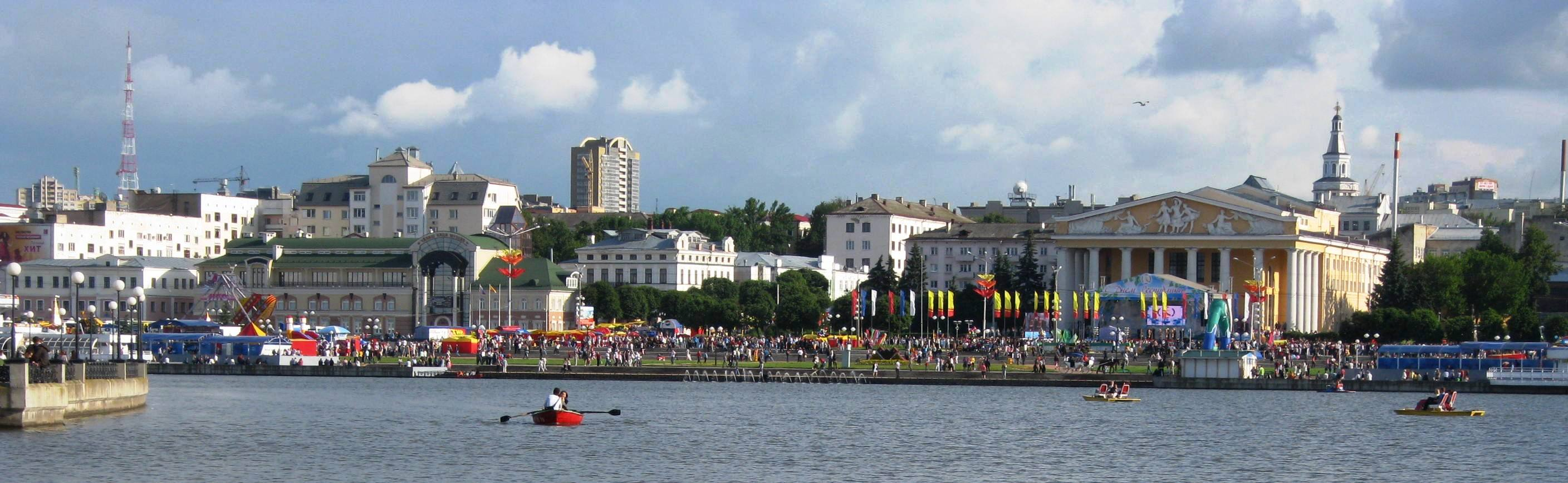
Panorama della Piazza Rossa visto dalla Baia di Čeboksary